# Peñafiel
Peñafiel és un municipi de la província de Valladolid, a la comunitat autònoma de Castella i Lleó. Inclou en el seu terme les localitats de Aldeayuso, Mélida i Padilla de Duero.

## Història
El seu origen es remunta a cultures prehistòriques, encara que és durant la Reconquesta quan s'assenta un nucli urbà al peu del turó que domina el castell. A principis del segle X, Penna Fidele s'erigeix com a plaça forta del Comtat de Montsó enfront d'Al Andalus, passant a dependre a la fi de segle del comtat de Castella. Amb Sancho García, adquireix una posició privilegiada en albergar un castell de frontera.
El gran senyor de la vila és l'infant Don Joan Manuel (1282-1348), senyor, duc i príncep de Villena i nebot del rei Alfons X el Savi. Don Joan Manuel tria Peñafiel com el lloc preferit de tots els seus estats repartits per diversos llocs de la geografia espanyola.
La il·lustre vila de Peñafiel, fundada l'any 1013, va albergar un gran nombre d'edificis civils i religiosos de gran importància. Des de l'etapa medieval, Peñafiel va arribar a reunir un total de 18 esglésies, així com tres convents (dos de frares i un de monges) i sis ermites documentades, dues d'elles conservades.

## El castell
És considerat com una de les fortificacions més belles de l'edat mitjana a Espanya, cas típic dels castells roquers. Va ser edificat, en una primera part, entre els segles IX i X, sent peça important durant la conquesta definitiva de la plaça pel comte castellà Sancho García l'any 1013. Posteriorment, va ser reconstruït en l'època de l'infant don Joan Manuel, senyor de la vila. La fisonomia actual del castell correspon a les obres realitzades fins a la tercera quarta part del segle xv.
En l'actualitat, al castell alberga el Museu Provincial del Vi de Valladolid. Rep més de 140.000 visites a l'any. Hi ha visites guiades en diversos idiomes i degustació dels vins de la Ribera del Duero i de la resta de denominacions de la província.
És l'edifici més característic de la Vila. També existia l'Alcàsser d'Alfonso X (també anomenat Castell Baix) que es trobava en el lloc de l'actual Convent de San Pablo i San Juan i, al costat del riu Duratón.
Envoltant la vila es va construir una alta muralla; s'en conserva alguna part: concretament a l'actual Carrer de les Rondes. El seu recorregut partia del castell, baixava fins a la Plaça del Coso envoltant-la i continuant fins a la línia del riu Duratón per on transcorria fins a la zona de San Lázaro, per on transcorria prop de la Pintada i la Porta de Sant Boal, i finalment ascendint fins al castell.

## Festes i tradicions

### Baixada de l'Ángel, Domingo de Resurrecció (Festa d'Interès Turístic Nacional)
El Diumenge de Resurrecció se celebra a la plaça del Cuso, una plaça rectangular i emmarcada de cases antigues d'aproximadament 3.500 m², la Baixada de l'Ángel, declarada Festa d'Interès Turístic Nacional el 30 de juny de 2011. És d'origen medieval i es conserva amb característiques similars a les d'Aranda de Duero (Burgos) i de Tudela (Navarra). L'escenificació era a càrrec de la Confraria del Santíssim Sagrament (els seus llibres de comptes comencen aproximadament en 1640) i es representava en tres llocs diferents de Peñafiel (Plaça del Salvador, Plaça d'Espanya i Plaça de San Miguel de Reoyo; segons quina confraria la representava). Després de la desaparició de l'Església de San Salvador de los Escapulados (desmantellada a partir de 1959 fins a l'any 1965), la festa es traslladaria, amb el temps, fins a la Plaça del Cuso, on actualment se celebra. La més antiga anotació es troba documentada des de l'any 1799, indicant "Les despeses ordinàries i extraordinaris de la funció l'any 1799". Presenta una clara significació de "segons el costum antic" (Llibres d'Actes de la Confraria del Santíssim Sagrament, Llibre II, Peñafiel, anys 1774 al 1799).

### La nostra Senyora i San Roque
Les Festes de la nostra Senyora i San Roque se celebren anualment del 13 al 18 d'agost. Estan declarades d'Interès Turístic Regional en 1997, i són curioses pels tancaments, les capees amb dos toros alhora, un per dins i un altre per fora de l'arena, i el popular Chúndara, versió per a xaranga del pasdoble L'Entrada de Quintín Esquembre.
Rejoneadores a la plaça de Peñafiel. S'inicien el dia 13 amb la desfilada de penyes. El dia 14 a les dotze del migdia a la plaça d'Espanya es llança el chupinazo i comencen oficialment les festes, on la Banda Municipal de Peñafiel, toca el primer chúndara mentre sonen les campanes de l'església de Santa María de Mediavilla. Després és la desfilada de gegants i capgrossos pels carrers del municipi. A la tarda se celebra un tancament de prova i el desencaixonament dels toros que seran bregats durant les festes, després el berenar a la ribera del Valdobar, en el Duratón, i a la nit la revetlla a la plaça d'Espanya.
Els següents dies la festa comença a dos quarts de deu del matí, amb els Populars Tancaments, que surten a dos quarts de deu i s'exposa la talla de San Roque del Valdobar (que es diposita a l'ermita del Valdobar) des dels corrals del mas del Valdobar, avançant pel carrer dels Afores de Don Joan Manuel i fins a la plaça del Cuso. A continuació se celebren les famoses capees, amb un toro per dins de l'arena i un altre per fora, creant situacions especials.
Des de les cinc de la tarda fins a les set té lloc el Chúndara. Es tracta d'un ball la música de les quals és una adaptació del pasdoble "L'Entrada" d'Esquembre que la Banda Municipal de Música toca sense parar des de la plaça d'Espanya fins a la plaça del Coso.
Després se celebren les novilladas per professionals, i quan aquestes acaben comencen les capees per als joves.
Sopars en els cellers, revetlles i la diversió fins a l'hora del tancament completen els dies festius.

### Història
En els anys 1920, l'alcalde D. Bernardo de Fruits, no va concedir la brega d'un toro després del tancament, el poble es va esvalotar i a D. Bernardo li va faltar mà esquerra, no va haver-hi festa, però el poble es va divertir d'una altra manera. Es va fer un simulacre d'enterrament de l'alcalde, al crit de "Qui s'ha mort? Don Bernardo". Una de les cançons que es cantaven deia: 
"Sr. Alcalde Major
por ens has demostrat
has format la guàrdia
per manar retirar-nos.
Poble de *Peñafiel,
diem en alta veu
tira els toros al prat
que no volem funció".
Des de temps immemorial, els toros pasturaven al terme de Pallers i els tancaments es feien des d'allí. El primer dia era obligat que els toros entressin a la plaça perquè sinó no hi havia festa. Al voltant de 1950 es va començar a desencaixonar a la plaça del Cuso els toros de mort, per assegurar que hi hauria brega. Ja en un dels anys de la dècada de 1950, sent alcalde Don Victoriano Lerma. va haver-hi un conat d'acabar amb el tancament, fent-se un corral en el Valdobar i suprimint-se els cavalls. Es van escapar tots els toros, i amb aquest fracàs del tancament i la pressió popular, la tradició va continuar. En 1983, sent alcalde Miguel-Ángel Alonso Tombo, només el dia de l'Asunción de la nostra Senyora es va fer el tancament en la forma tradicional, el dia 16 en honor de San Roque, es van portar els toros des de Pallers en un camió i es van deixar anar en l'estacada del camí. Des de llavors, els tancaments tradicionals a camp obert es van canviar pels tancaments o carreres de toros a l'estil de Pamplona en un espai tancat. Cap a l'any 2005 es dota el recorregut del tancament de doble clos.